# Баддели, Гермиона
Гермиона Баддели (англ. Hermione Baddeley, 13 ноября 1906 — 19 августа 1986) — британская актриса, номинантка на премию «Оскар» в 1959 году.

## Биография
Гермиона Баддели, урождённая Гермиона Юланда Руби Клинтон-Баддели (англ. Hermione Youlanda Ruby Clinton-Baddeley), родилась в городе Бросли, в графстве Шропшир на юге Англии 13 ноября 1906 года и была потомком английского генерала Генри Клинтона. Помимо неё, в семье была ещё одна дочь, Энджела, которая тоже стала актрисой.
Свою карьеру Гермиона Баддели начала в конце 1920-х годов в британских фильмах. В последующие два десятилетия она снялась лишь в нескольких картинах, а первый успех к ней пришёл в 1947 году, после выхода фильма «Брайтонская скала», где она исполнила роль Айды Арнольд. В последующие годы она начала активно сниматься, и в 1959 году стала номинанткой на премию «Оскар» за лучшую женскую роль второго плана в фильме «Путь наверх», где сыграла учительницу музыки Элспет, лучшую подругу персонажа Симоны Синьоре, хотя экранное время её персонажа составило чуть более двух с половиной минут. В 1963 году актриса была выдвинута на премию «Тони» как лучшая драматическая актриса за роль в бродвейской постановке «Молочный фургон здесь больше не останавливается». Также запоминающимися стали её роли в фильмах «Непотопляемая Молли Браун» (1964) и «Мэри Поппинс» (1964).
Гермиона Баддели много работала на телевидении, где у неё были роли во многих телесериалах, а также была частым гостем в различных телешоу, благодаря которым стала известна у американской аудитории. За роль в телесериале «Мод» в 1976 году она получила премию «Золотой глобус».
К концу своей карьеры актриса продолжала периодически сниматься, но в основном на телевидении в небольших ролях, а также принимала участие в озвучивании мультфильмов «Коты-аристократы» (1970) и «Секрет крыс» (1982).
Гермиона Баддели дважды была замужем, родив от первого мужа двоих детей. Актриса умерла 19 августа 1986 года от инсульта в Лос-Анджелесе в возрасте 79 лет.

## Избранная фильмография
- 1982 — Секрет крыс — Тётушка Землеройка (озвучка)
- 1974 — Чёрная мельница — Хэтти
- 1970 — Коты-аристократы — Мадам Аделаида Бонфамиль (озвучка)
- 1965 — Свадьба на скалах — Джинни МакФерсон
- 1964 — Мэри Поппинс — Эллен
- 1964 — Непотопляемая Молли Браун — Бутеркап Гроган
- 1960 — Полуночное кружево — Дора Хаммер
- 1959 — Путь наверх — Элспет
- 1952 — Записки Пиквикского клуба — Миссис Барделл
- 1950 — Та самая женщина — Миссис Финч
- 1949 — Пропуск в Пимлико — Эди Рэндол
- 1947 — Брайтонская скала — Ида Арнольд

## Награды
- «Золотой глобус» 1976 — «Лучшая актриса второго плана в телевизионном сериале» («Мод»)